# Опсада Браничева (1154)
Опсаду Браничева извршила је угарска војска предвођена босанским баном Борићем на јесен 1154. године. Део је Византијско-угарског рата, а завршена је победом Манојла Комнина и одбраном града. Угари су приликом повлачења поразили византијски одред предвођен хартуларијем Василијем Цинцилуком недалеко од Београда. Рат је окончан следеће године победом Византије.

## Увод
Угарско-византијски рат из 1151. године завршен је победом византијског цара Манојла Комнина. Угарски краљ присиљен је да моли за мир. Не могавши да прежале пораз од Византије, Угари су се поново спремали за рат. На своју страну придобили су царевог рођака Андроника, намесника Београда. Јован Кинам објашњава да је Манојло био јако везан за Андроника и да му је опраштао многа зла. Андроник је, међутим, био вољан да Мађарима преда византијске тврђаве на Дунаву како би их приволио на своју страну у борби за византијску круну. Откривши завереничку делатност Андроника Комнина, Манојло је наредио да га ухапсе.

## Опсада
Не знајући шта се догодило Андронику, угарски краљ Геза је сакупио војску састављену од Чеха, Саксонаца, трупа босанског бана Борића и других народа. На јесен 1154. године Мађари приступише опсади Браничева. Сазнавши да су Мађари поново кренули у рат, Манојло се упутио ка Браничеву. Никита Хонијат пише да се Манојло налазио у околини Битоља када је сазнао за опсаду. Кинам не наводи пут којим се кретала византијска војска. Вероватно је то био Цариградски друм. Међутим, Манојло није располагао довољно јаком војском за борбу са Мађарима. Због тога је одлучио да заузме јако утврђење Смилис (могуће данашњи Свилајнац) и од њега направи упориште за борбу против Мађара. Браниоцима у Браничеву стрелом је послао поруку да помоћ стиже. Међутим, стрела је одлетела предалеко те је пала Угарима у руке. Обузела их је паника те кренуше да се повлаче ка Београду спаливши опсадне машине које су припремали за борбу.

## Борба код Београда
Дознавши да у угарској војсци ратује и бан Борић, Манојло је одабрао најхрабрији део своје војске и послао га на њега. Одред је предводио хартуларије Василије Цинцилук, поверљива личност цара Манојла. Иза њега је спорије напредовала војска предвођена царем Манојлом лично. Василије је брзо стигао до претходнице угарске војске и натерао ју је у бекство. Потом је напао сам центар. Сматрајући да војском управља сам цар Манојло, Угари се дадоше у бекство. Међутим, када су сазнали истину, охрабрише се и напаше Ромеје. Бројчано слабија византијска војска је поражена. Василије се спасао бекством.

## Последице
Сазнавши за пораз Василија, становници Београда намераваше да се одметну од ромејске власти. Манојло је послао Јована Кантакузина да смири грађане и да сахрани погинуле војнике. Кантакузин је био познати Манојлов војсковођа који се нарочито истакао у гушењу српског устанка жупана Уроша. Манојло је био нестрпљив да се освети Угарима. Међутим, ови су већ одмакли далеко. Морао је да одустане од даље потере. Кантакузин се из Београда вратио са везаним коловођама побуне. Након што је зиму провео на југу, Манојло је покренуо војску за нов напад на Угаре. Многе лађе послате из Цариграда чекале су га на Дунаву како би његову војску превезле на угарску територију. Уплашивши се, угарски краљ понуди мир обећавши да ће ступити у савез са Византијом и да ће вратити заробљенике. Како би имао одрешене руке за борбу против Нормана, Манојло је пристао. За угинуле коње и теглећу стоку добио је новчану надокнаду. Тиме је окончан рат.